# Isso é Tudo Muito Bonito, Mas
Isso é Tudo Muito Bonito, Mas foi um programa diário de humor do grupo humorístico português Gato Fedorento transmitido na TVI em horário nobre, de formato semelhante a Gato Fedorento Esmiúça os Sufrágios, transmitido originalmente em 2009. A estreia ocorreu no dia 14 de setembro de 2015, inserido no Jornal das 8.
Todos os dias foi convidado e entrevistado um concorrente a estas eleições, como Catarina Martins, António Costa e Jerónimo de Sousa e também outros políticos, como Marcelo Rebelo de Sousa, Luís Montenegro, João Galamba, Mariana Mortágua, Francisco Louçã, entre outros.
Após 20 emissões, a última foi para o ar no dia 9 de outubro de 2015 com três convidados jornalistas: Vítor Gonçalves, Ricardo Costa e José Manuel Fernandes e o diretor de informação da TVI Sérgio Figueiredo.
O programa também conta com uma pequena rubrica, sempre no final do programa, intitulado de "Concatena, Filho, Concatena".